# Europaspiele 2019/Badminton (Herrendoppel)
Bei den Europaspielen 2019 in Minsk, Belarus, wurden vom 24. bis 30. Juni 2019 insgesamt fünf Wettbewerbe im Badminton ausgetragen. Folgend die Ergebnisse im Herrendoppel.

## Setzliste
1. Kim Astrup / Anders Skaarup Rasmussen (Silber)
2. Marcus Ellis / Chris Langridge (Gold)
3. Vladimir Ivanov / Ivan Sozonov (Bronze)
4. Mark Lamsfuß / Marvin Seidel (Viertelfinale)

## Resultate

### Gruppenphase

#### Gruppe A
| Platz | Team                                  | Pld | W | L | MF | MA | MD | GF | GA | GD | PF | PA | PD  | Pts | Qualifikation |
| ----- | ------------------------------------- | --- | - | - | -- | -- | -- | -- | -- | -- | -- | -- | --- | --- | ------------- |
| 1     | Kim Astrup / Anders Skaarup Rasmussen | 2   | 2 | 0 | 0  | 0  | 0  | 4  | 0  | +4 | 85 | 54 | +31 | 2   | Q             |
| 2     | Jelle Maas / Robin Tabeling           | 2   | 1 | 1 | 0  | 0  | 0  | 2  | 2  | 0  | 74 | 69 | +5  | 1   | Q             |
| 3     | Giovanni Greco / Kevin Strobl         | 2   | 0 | 2 | 0  | 0  | 0  | 0  | 4  | −4 | 48 | 84 | −36 | 0   |               |
| —     | Miłosz Bochat / Adam Cwalina          | 0   | 0 | 0 | 0  | 0  | 0  | 0  | 0  | 0  | 0  | 0  | 0   | 0   | Retired       |

| Datum          |                                     | Ergebnis |                             | 1. Satz | 2. Satz | 3. Satz |
| -------------- | ----------------------------------- | -------- | --------------------------- | ------- | ------- | ------- |
| 24. Juni 11:40 | Giovanni Greco Kevin Strobl         | 0–2      | Jelle Maas Robin Tabeling   | 15–21   | 11–21   |         |
| 24. Juni 21:15 | Kim Astrup Anders Skaarup Rasmussen | 2–1      | Miłosz Bochat Adam Cwalina  | 20–22   | 21–10   | 21–14   |
| 25. Juni 14:20 | Kim Astrup Anders Skaarup Rasmussen | 2–0      | Giovanni Greco Kevin Strobl | 21–15   | 21–7    |         |
| 25. Juni 17:30 | Miłosz Bochat Adam Cwalina          | 1–2      | Jelle Maas Robin Tabeling   | 21–18   | 19–21   | 13–21   |
| 26. Juni 13:30 | Kim Astrup Anders Skaarup Rasmussen | 2–0      | Jelle Maas Robin Tabeling   | 22–20   | 21–12   |         |
| 26. Juni 13:40 | Miłosz Bochat Adam Cwalina          | Retired  | Giovanni Greco Kevin Strobl | 18–21   | 0r−0    |         |

#### Gruppe B
| Platz | Team                             | Pld | W | L | MF | MA | MD | GF | GA | GD | PF  | PA  | PD  | Pts | Qualifikation |
| ----- | -------------------------------- | --- | - | - | -- | -- | -- | -- | -- | -- | --- | --- | --- | --- | ------------- |
| 1     | Marcus Ellis / Chris Langridge   | 3   | 3 | 0 | 0  | 0  | 0  | 6  | 0  | +6 | 126 | 78  | +48 | 3   | Q             |
| 2     | Thom Gicquel / Ronan Labar       | 3   | 2 | 1 | 0  | 0  | 0  | 4  | 2  | +2 | 117 | 87  | +30 | 2   | Q             |
| 3     | Joshua Magee / Paul Reynolds     | 3   | 1 | 2 | 0  | 0  | 0  | 2  | 4  | −2 | 84  | 119 | −35 | 1   |               |
| 4     | Kristjan Kaljurand / Raul Käsner | 3   | 0 | 3 | 0  | 0  | 0  | 0  | 6  | −6 | 83  | 126 | −43 | 0   |               |

| Datum          |                                | Ergebnis |                                | 1. Satz | 2. Satz | 3. Satz |
| -------------- | ------------------------------ | -------- | ------------------------------ | ------- | ------- | ------- |
| 24. Juni 11:00 | Kristjan Kaljurand Raul Käsner | 0–2      | Thom Gicquel Ronan Labar       | 17–21   | 10–21   |         |
| 24. Juni 19:00 | Marcus Ellis Chris Langridge   | 2–0      | Joshua Magee Paul Reynolds     | 21–11   | 21–13   |         |
| 25. Juni 10:20 | Marcus Ellis Chris Langridge   | 2–0      | Kristjan Kaljurand Raul Käsner | 21–7    | 21–14   |         |
| 25. Juni 16:00 | Joshua Magee Paul Reynolds     | 0–2      | Thom Gicquel Ronan Labar       | 10–21   | 8–21    |         |
| 26. Juni 10:20 | Joshua Magee Paul Reynolds     | 2–0      | Kristjan Kaljurand Raul Käsner | 21–19   | 21–16   |         |
| 26. Juni 11:15 | Marcus Ellis Chris Langridge   | 2–0      | Thom Gicquel Ronan Labar       | 21–15   | 21–18   |         |

#### Gruppe C
| Platz | Team                                          | Pld | W | L | MF | MA | MD | GF | GA | GD | PF  | PA  | PD  | Pts | Qualifikation |
| ----- | --------------------------------------------- | --- | - | - | -- | -- | -- | -- | -- | -- | --- | --- | --- | --- | ------------- |
| 1     | Vladimir Ivanov / Ivan Sozonov                | 3   | 3 | 0 | 0  | 0  | 0  | 6  | 0  | +6 | 126 | 52  | +74 | 3   | Q             |
| 2     | Anton Kaisti / Oskari Larkimo                 | 3   | 2 | 1 | 0  | 0  | 0  | 4  | 2  | +2 | 106 | 111 | −5  | 2   | Q             |
| 3     | Jaromír Janáček / Tomáš Švejda                | 3   | 1 | 2 | 0  | 0  | 0  | 2  | 4  | −2 | 89  | 115 | −26 | 1   |               |
| 4     | Sturla Flåten Jørgensen / Carl Christian Mork | 3   | 0 | 3 | 0  | 0  | 0  | 0  | 6  | −6 | 84  | 127 | −43 | 0   |               |

| Datum          |                                             | Ergebnis |                                             | 1. Satz | 2. Satz | 3. Satz |
| -------------- | ------------------------------------------- | -------- | ------------------------------------------- | ------- | ------- | ------- |
| 24. Juni 13:15 | Vladimir Ivanov Ivan Sozonov                | 2– 0     | Anton Kaisti Oskari Larkimo                 | 21–9    | 21–11   |         |
| 24. Juni 13:40 | Sturla Flåten Jørgensen Carl Christian Mork | 0–2      | Jaromír Janáček Tomáš Švejda                | 13–21   | 17–21   |         |
| 25. Juni 11:40 | Anton Kaisti Oskari Larkimo                 | 2–0      | Jaromír Janáček Tomáš Švejda                | 22–20   | 21–12   |         |
| 25. Juni 13:00 | Vladimir Ivanov Ivan Sozonov                | 2–0      | Sturla Flåten Jørgensen Carl Christian Mork | 21–8    | 21–9    |         |
| 26. Juni 18:50 | Vladimir Ivanov Ivan Sozonov                | 2–0      | Jaromír Janáček Tomáš Švejda                | 21–7    | 21–8    |         |
| 26. Juni 20:00 | Anton Kaisti Oskari Larkimo                 | 2–0      | Sturla Flåten Jørgensen Carl Christian Mork | 21–17   | 22–20   |         |

#### Gruppe D
| Platz | Team                                | Pld | W | L | MF | MA | MD | GF | GA | GD | PF  | PA  | PD  | Pts | Qualifikation |
| ----- | ----------------------------------- | --- | - | - | -- | -- | -- | -- | -- | -- | --- | --- | --- | --- | ------------- |
| 1     | Mark Lamsfuß / Marvin Seidel        | 3   | 3 | 0 | 0  | 0  | 0  | 6  | 0  | +6 | 126 | 69  | +57 | 3   | Q             |
| 2     | Alex Vlaar / Dimitar Yanakiev       | 3   | 2 | 1 | 0  | 0  | 0  | 4  | 2  | +2 | 104 | 93  | +11 | 2   | Q             |
| 3     | Philip Birker / Dominik Stipsits    | 3   | 1 | 2 | 0  | 0  | 0  | 2  | 4  | −2 | 102 | 111 | −9  | 1   |               |
| 4     | Glib Beketov / Mykhaylo Makhnovskiy | 3   | 0 | 3 | 0  | 0  | 0  | 0  | 6  | −6 | 67  | 126 | −59 | 0   |               |

| Datum          |                                   | Ergebnis |                                   | 1. Satz | 2. Satz | 3. Satz |
| -------------- | --------------------------------- | -------- | --------------------------------- | ------- | ------- | ------- |
| 24. Juni 16:40 | Glib Beketov Mykhaylo Makhnovskiy | 0–2      | Alex Vlaar Dimitar Yanakiev       | 10–21   | 12–21   |         |
| 24. Juni 18:00 | Mark Lamsfuß Marvin Seidel        | 2–0      | Philip Birker Dominik Stipsits    | 21–16   | 21–15   |         |
| 25. Juni 16:40 | Philip Birker Dominik Stipsits    | 0–2      | Alex Vlaar Dimitar Yanakiev       | 10–21   | 19–21   |         |
| 25. Juni 16:45 | Mark Lamsfuß Marvin Seidel        | 2–0      | Glib Beketov Mykhaylo Makhnovskiy | 21–3    | 21–15   |         |
| 26. Juni 11:40 | Philip Birker Dominik Stipsits    | 2–0      | Glib Beketov Mykhaylo Makhnovskiy | 21–16   | 21–11   |         |
| 26. Juni 11:40 | Mark Lamsfuß Marvin Seidel        | 2–0      | Alex Vlaar Dimitar Yanakiev       | 21–10   | 21–10   |         |

### Endrunde
|  | Viertelfinale | Viertelfinale                       | Viertelfinale                | Viertelfinale | Viertelfinale |                                     |                           | Halbfinale                          | Halbfinale | Halbfinale | Halbfinale | Halbfinale |  |  | Finale | Finale | Finale | Finale | Finale |
|  |               |                                     |                              |               |               |                                     |                           |                                     |            |            |            |            |  |  |        |        |        |        |        |
|  | 1             | Kim Astrup Anders Skaarup Rasmussen | 23                           | 20            | 21            |                                     |                           |                                     |            |            |            |            |  |  |        |        |        |        |        |
|  |               | Thom Gicquel Ronan Labar            | 21                           | 22            | 17            |                                     |                           |                                     |            |            |            |            |  |  |        |        |        |        |        |
|  | 1             | Thom Gicquel Ronan Labar            | 21                           | 22            | 17            | Kim Astrup Anders Skaarup Rasmussen | 21                        | 21                                  |            |            |            |            |  |  |        |        |        |        |        |
|  | 1             |                                     |                              |               |               |                                     | 21                        | 21                                  |            |            |            |            |  |  |        |        |        |        |        |
|  |               | 3                                   | Vladimir Ivanov Ivan Sozonov | 17            | 17            |                                     |                           |                                     |            |            |            |            |  |  |        |        |        |        |        |
|  | 3             | 3                                   | Vladimir Ivanov Ivan Sozonov | 17            | 17            | Vladimir Ivanov Ivan Sozonov        | 21                        | 21                                  |            |            |            |            |  |  |        |        |        |        |        |
|  | 3             |                                     |                              |               |               |                                     | 21                        | 21                                  |            |            |            |            |  |  |        |        |        |        |        |
|  |               | Alex Vlaar Dimitar Yanakiev         | 15                           | 18            |               |                                     |                           |                                     |            |            |            |            |  |  |        |        |        |        |        |
|  |               |                                     |                              |               |               |                                     | 1                         | Kim Astrup Anders Skaarup Rasmussen | 17         | 10         |            |            |  |  |        |        |        |        |        |
|  |               | 2                                   | Marcus Ellis Chris Langridge | 21            | 21            |                                     |                           |                                     |            |            |            |            |  |  |        |        |        |        |        |
|  |               | Jelle Maas Robin Tabeling           | 16                           | 21            | 21            |                                     |                           |                                     |            |            |            |            |  |  |        |        |        |        |        |
|  | 4             | Mark Lamsfuß Marvin Seidel          | 21                           | 17            | 18            |                                     |                           |                                     |            |            |            |            |  |  |        |        |        |        |        |
|  | 4             | Mark Lamsfuß Marvin Seidel          | 21                           | 17            | 18            |                                     | Jelle Maas Robin Tabeling | 18                                  | 16         |            |            |            |  |  |        |        |        |        |        |
|  |               |                                     |                              |               |               |                                     | Jelle Maas Robin Tabeling | 18                                  | 16         |            |            |            |  |  |        |        |        |        |        |
|  |               | 2                                   | Marcus Ellis Chris Langridge | 21            | 21            |                                     |                           |                                     |            |            |            |            |  |  |        |        |        |        |        |
|  |               | 2                                   | Marcus Ellis Chris Langridge | 21            | 21            | Anton Kaisti Oskari Larkimo         | 17                        | 14                                  |            |            |            |            |  |  |        |        |        |        |        |
|  |               |                                     |                              |               |               | Anton Kaisti Oskari Larkimo         | 17                        | 14                                  |            |            |            |            |  |  |        |        |        |        |        |
|  | 2             | Marcus Ellis Chris Langridge        | 21                           | 21            |               |                                     |                           |                                     |            |            |            |            |  |  |        |        |        |        |        |